# Selkäsaaret (ö i Finland, Egentliga Tavastland, Riihimäki)
Selkäsaaret är en ö i Finland. Den ligger i sjön Punelia och i kommunen Loppi i den ekonomiska regionen  Riihimäki ekonomiska region  och landskapet Egentliga Tavastland, i den södra delen av landet, 70 km nordväst om huvudstaden Helsingfors. Öns area är 1,2 hektar och dess största längd är 190 meter i sydöst-nordvästlig riktning.  Notera att namnet antyder att det är fråga om flera öar.